# 崔維斯·簡考斯基
崔維斯·保羅·簡考斯基（英語：Travis Paul Jankowski，1991年1月15日—），為美國職棒大聯盟的外野手，目前為自由球員。他先前曾效力於教士、紅人、費城人、大都會、水手、遊騎兵、白襪與光芒等隊。他在2012年美國職棒大聯盟選秀首輪被教士選走。
2023年世界大賽第四場，簡考斯基接替受傷的阿多利斯·賈西亞上場先發，並敲出2支安打，幫助球隊奪勝，扮演奪冠功臣。

## 職業生涯

### 聖地牙哥教士
2015年8月22日，簡考斯基就成功登上大聯盟。他在生涯前兩個打席都順利敲安，為隊史第三人。而他的初登板剛好是球隊在主場拿下的第500勝。9月13日，簡考斯基敲出大聯盟首轟。整季他的打擊率為2成11，並敲出2轟與12分打點。
2015年，簡考斯基主要擔任代打，直到喬恩·傑在6月中受傷，他才有大量上場機會。他在8月曾兩度盜本壘成功。整季他的打擊率為2成45，並敲出2轟與12分打點。
2017年，簡考斯基和新秀曼紐爾·馬格特共同競爭中外野先發位置。最後馬格特成為中外野手，簡考斯基成為左外野手。4月14日，他在比賽中傷到左腳。他仍持續出賽7場比賽，但打擊率僅有1成60。此後他持續在小聯盟復健，到球季快結束才回到大聯盟賽場。整季他的打擊率為1成87。
2018年，簡考斯基從3A開季。之後他接替受傷的威爾·邁爾斯，而他也隨即繳出好表現。8月12日，他單場上演4次盜壘成功。整季他的打擊率為2成59，並敲出4轟與17分打點。
2019年春訓，簡考斯基在撲接飛球時弄傷手腕。他幾乎整季都待在傷兵名單， 只留下25場的出賽記錄，打擊率為1成82。

### 辛辛那提紅人
2019年10月31日，教士用簡考斯基向紅人交易國際簽約金。2020年球季，因為COVID-19疫情肆虐而延後舉行。簡考斯基在紅人15個打數僅僅敲出1支安打，後來他在外卡系列賽有上場代跑，並發動一次盜壘成功。10月14日，他被球隊從40人名單中移除。

### 費城費城人
2021年2月15日，費城人與簡考斯基簽下小聯盟約，並邀請他參加春訓。5月30日，球隊外野手Roman Quinn弄傷阿基里斯腱，宣告球季報銷，簡考斯基也順勢接上他的位置。6月4日，簡考斯基完成在費城人的初登場，結果他在9局上盜壘失敗，引起球迷的陣陣噓聲。整季他的打擊率為2成52，並敲出1轟與10分打點。球季結束後，他成為自由球員。

### 紐約大都會
2022年3月17日，大都會與簡考斯基簽下小聯盟約，並邀請他參加春訓。他在4月9日上演2次盜壘成功，4月15日敲出3支安打。
簡考斯基在隊上都擔任球隊的四號外野手，不過他在5月25日一次滑接飛球時受傷。7月29日，他遭到球隊指定讓渡。

### 西雅圖水手
2022年8月1日，水手從讓渡名單中選走簡考斯基。不過他僅出賽一場比賽就被指定讓渡，8月9日，拒絕被下放到3A的簡考斯基成為自由球員。

### 重返大都會
2022年8月13日，大都會與簡考斯基簽下小聯盟約。他在11月10日成為自由球員。

### 德州遊騎兵
2023年1月27日，遊騎兵與簡考斯基簽下小聯盟約。5月9日，他因為腿後肌受傷而進入傷兵名單。7月3日，他敲出該年賽季的唯一一轟，並打回5分打點。7月21日，他在經歷1,390個打席後，終於敲出生涯首支帶有打點的高飛犧牲打。整季他的打擊率為2成63，跑出19次盜壘成功是全隊最多。
2023年美國聯盟冠軍賽第六場，簡考斯基差點在生涯季後賽首打席開轟。後來他在下一場比賽成功敲出季後賽首安。世界大賽第三場，阿多利斯·賈西亞在比賽中受傷退場。球隊也緊急推派簡考斯基在第四場擔任先發，而他也不負眾望，單場敲出2支安打、2分打點，並跑回2分。最後遊騎兵4勝1敗封王，運動報甚至將簡考斯基稱為球隊奪冠的隱藏英雄。

## 國際賽
2015年，簡考斯基曾代表美國隊參加泛美運動會棒球比賽。他在四強賽面對古巴時，於9局上盜二壘成功，最後跑回關鍵分，幫助美國隊打進決賽。

## 個人生活
2017年10月27日，簡考斯基與女友結婚。他的隊友科瑞·史彭根貝格和科林·瑞亞還擔任他的伴郎。目前簡考斯基育有2子1女。

## 外部連結
- 球員資訊和成績在MLB ，ESPN ，Retrosheet ，Baseball Reference ，Baseball Reference (Minors) ，Fangraphs ，The Baseball Cube （英文）
- 崔維斯·簡考斯基的X（前Twitter）